# Volksbank Barßel-Bösel-Friesoythe
Die Volksbank eG (im Außenauftritt Volksbank Barßel – Bösel – Friesoythe) ist eine deutsche Genossenschaftsbank mit Sitz in der niedersächsischen Stadt Friesoythe im Landkreis Cloppenburg.

## Geschichte
Am 19. April 1897 bildeten 52 Bürger, durch Annahme und Unterzeichnung der Statuten, eine Genossenschaft unter der Firma Friesoyther Spar- und Darlehenskasse eGmuH, mit dem Sitz in Friesoythe. Der erste Vorsitzende des Aufsichtsrates war der Altenoyther Vikar A. Heuer (1897–1901). Zum Vorstand ernannt wurden Hermann Thien, Kaufmann aus Friesoythe, Gerhard Glup, Bäckermeister aus Friesoythe, B. Elsen, Hofbesitzer aus Altenoythe, H. Cloppenburg, Hofbesitzer aus Vorder-Thüle und Louis Wreesmann, Gutsbesitzer aus Altenoythe.
Zum Ende des Geschäftsjahres 1900 war die Bilanzsumme auf 115.158,35 Mark angewachsen. Es gab bereits einen Reservefonds und einen Gewinn „pro 1900“ in Höhe von 221,80 Mark. 1904 erfreute sich die Spar- und Darlehenskasse eines regen Zuspruchs. Die wachsende Geschäftstätigkeit machte es bereits notwendig das Betriebskapital von 200.000 Mark auf 500.000 Mark zu erhöhen. 1933 trat die Kasse dem Verband der Oldenburgischen landw. Genossenschaften e.V. in Oldenburg als Mitglied bei und nahm mit der Oldenburgischen Landwirtschaftsbank, als neues Zentralinstitut, die Geschäftsverbindung auf. 1945 wurde die Stadt Friesoythe total zerstört. Bis dahin war die Spar- und Darlehnskasse im Hause der Firma H. B. Schepers untergebracht. Das gesamte Inventar fiel den Flammen und mutwilliger Zerstörung zum Opfer.

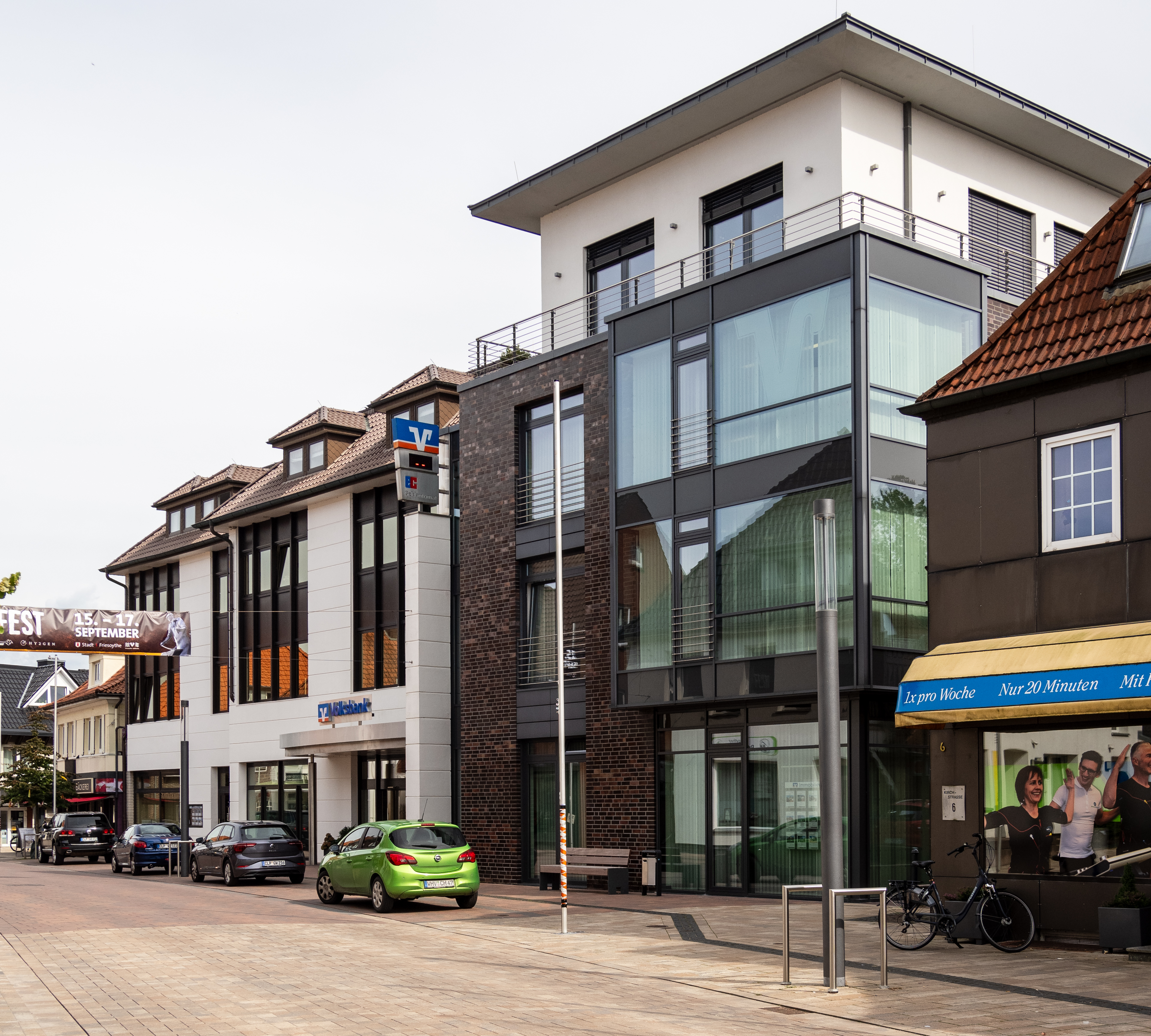
Zentrale Friesoythe (Kirchstraße)

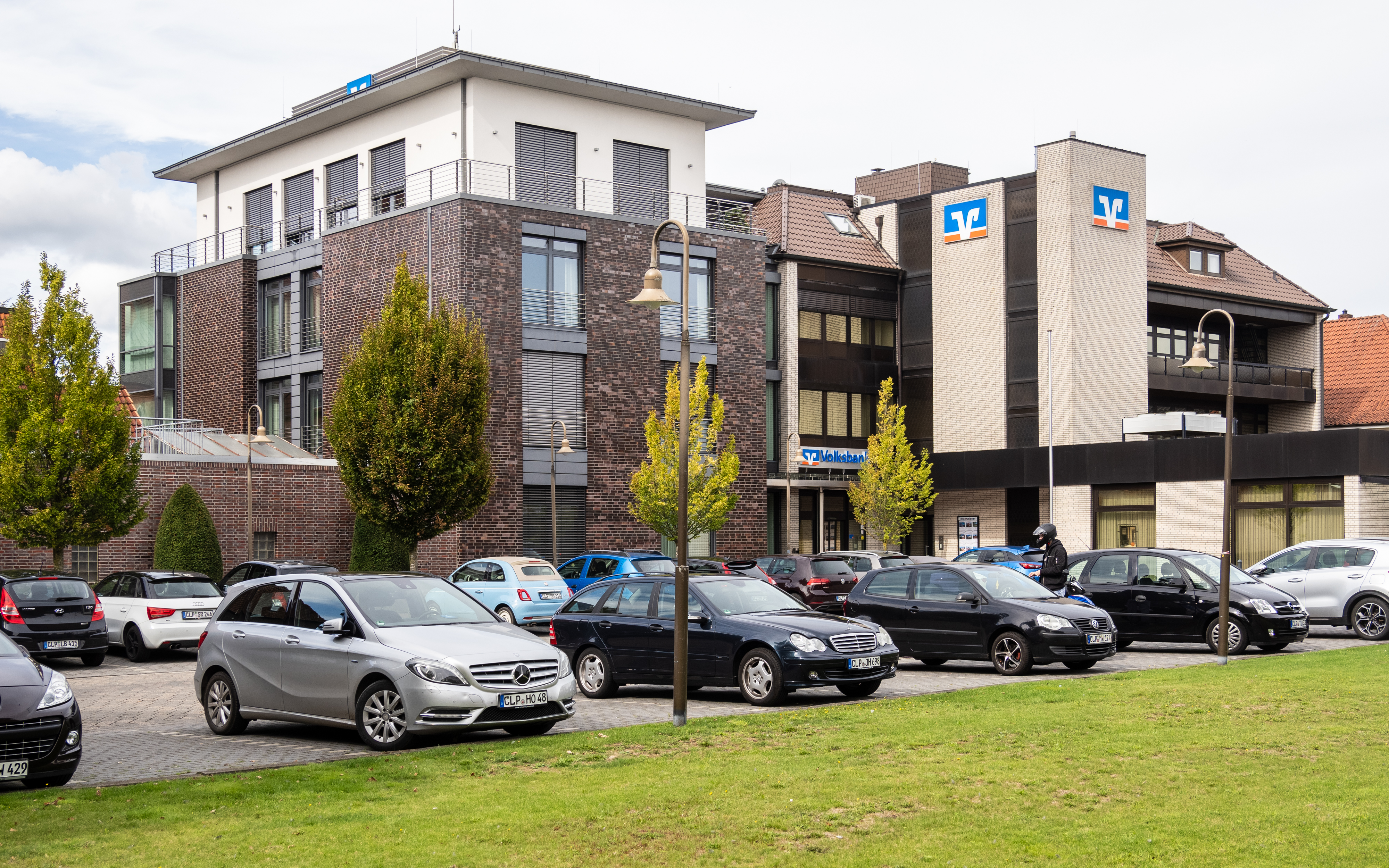
Zentrale Friesoythe (Alte Mühlenstraße)

Von 1947 an hatte die Spar- und Darlehenskasse die Geschäftsräume in das teilzerstörte „Klostermannnsche Haus“ in der Moorstraße verlegt. Am 20. April 1954 wurde mit dem Bau eines neuen Bankgebäudes begonnen. 1967 verschmolz die Spar- und Darlehenskasse eGmbH Friesoythe mit der Raiffeisenkasse Markhausen eG mit dem Sitz in Markhausen. Im Jahr 1969 erfolgte die Fusion mit der Raiffeisenbank Gehlenberg eGmbH mit dem Sitz in Gehlenberg zur Spar- und Darlehnskasse eGmbH Friesoythe Markhausen Gehlenberg. 1972 fusionierte die Bank mit der Raiffeisenbank Barßel eGmbH mit dem Sitz in Barßel zur Volksbank eGmbH Friesoythe. Ende 1972 betrug die Bilanzsumme der Genossenschaft, die am Verschmelzungsstichtag 13,7 Mio. DM betrug, bereits 33,9 Mio. DM. Mit Eintragung vom 4. Juli 1974 änderte sich die Firmierung erneut in Spar- und Darlehnskasse Friesoythe Markhausen Gehlenberg Barßel eG.
Am 22. September 1978 feierte die Bank die Einweihung des neuen Gebäudes an der Kirchstraße. 1982 entstand ein neues, modernes Bankgebäude in Markhausen. Parallel zu den Baumaßnahmen beschäftigten sich die Verwaltungsmitglieder der Bank mit den Plänen für einen Umbau des Bankgebäudes in Gehlenberg. Am 24. November 1982 wurde das neue Bankgebäude in Markhausen eingeweiht. 1986 wurde das Bankgebäude in Barßel erweitert und renoviert. Am 4. Dezember 1987 wurde das umgebaute Gebäude durch Pfarrer Bergman eingesegnet. Im Oktober 1988 stellte sich das neue Vorstandsmitglied Hermann Brandt aus Esterwegen den Mitgliedern vor. Im Frühjahr 1991 wurden die Geschäftsstellen Gehlenberg und Markhausen mit je einem Geldausgabeautomaten und einen Kontoauszugsdrucker ausgerüstet. Für die Mitarbeiter in Friesoythe wurde außerdem in der Brakestraße ein Mitarbeiter-Parkplatz errichtet. 1993 wurde im Herbst in Thüle die erste bedienerlose Zweigstelle der Spar- und Darlehnskasse eröffnet. 1996 konnte die Bank in Hilkenbrook eine weitere bedienerlose Zweigstelle in Betrieb nehmen. Auch in Harkebrügge und Altenoythe wurden in diesem Jahr Geldautomaten und Kontoauszugsdrucker installiert. Des Weiteren wurde die Hauptstelle in Friesoythe umgebaut und saniert.
Im Jahr 1997 feierte die Spar- und Darlehnskasse eG ihr 100-jähriges Bestehen. Zu dem feierlichen Anlass wurde eine Jubiläumsbroschüre, unter der Feder des ehemaligen Vorstandes Heinrich Grote, herausgebracht. Heinrich Grote zeigt in der Broschüre den Werdegang der Spar- und Darlehnskasse von 1897 – 1997.
Im Juli 1999 trat Johannes Wilke die Nachfolge von Heinrich Grote als Vorstand an, dieser schied zum 30. Dezember 2000 aus. Damit besetzten Hermann Brandt und Johannes Wilke bis Ende 2009 den Vorstand der Spar- und Darlehnskasse. Mit dem Beschluss vom 27. Juni 2000 wurde der Firmenname von Spar- und Darlehnskasse Friesoythe Markhausen Gehlenberg Barßel eG auf Spar- und Darlehnskasse eG Friesoythe geändert. Für Hermann Brandt folgte zum 1. Januar 2010 Nikolaus Hüls.
Um in der Region weitere Förderungen ermöglichen zu können, wurde im Jahr 2005 die Spadaka-Stiftung gegründet. Bis heute unterstützt diese zahlreiche Projekte im gesamten Geschäftsgebiet.
Weitere Umbaumaßnahmen folgten im Jahr 2006. Hier wurde das Grundstück inkl. Gebäude der Post AG in Barßel erworben und somit ein An- und Umbau der Geschäftsstelle in Barßel ermöglicht.
Für die Hauptstelle in Friesoythe sollte es im Jahr 2010 eine Erweiterung um einen Neubau auf dem Nachbargrundstück Göken (bis 1978 das ehemalige Bankgrundstück) geben. Hier wurde ein neues Immobilienzentrum sowie die Verbundpartner R+V Versicherung und Bausparkasse Schwäbisch Hall untergebracht. Nach dem Richtfest 2011 konnte der fertiggestellte Neubau im Juli 2012 mit einem „Tag der offenen Tür“ eröffnet werden.
Im Jahr 2012 wurden die ersten Planungen für den Windpark Heinfelde begonnen. Im Zuge der Projektentwicklung wurde die Geno-Bürger-Windpark GmbH gegründet. Sie fungiert als Projektierer und Generalübernehmer. Gesellschafter sind die Spar- und Darlehnskasse eG in Friesoythe und die Oldenburger Volksbank Beteiligungs- und Dienstleistungs-GmbH in Oldenburg. Im Dezember 2016 wurde die endgültige Genehmigung nach dem Bundesmissionsschutzgesetz erteilt. Im März 2017 konnte mit dem Bau des Windparks begonnen werden. Zur Gewährleistung eines optimalen Betriebs des Windparks wurde mit dem Hersteller der Windenergieanlagen ein Vollwartungsvertrag (Enercon-Partnerkonzept) mit einer Laufzeit von 20 Jahren abgeschlossen. Beteiligen konnten sich alle volljährigen Bürger der Stadt Friesoythe und der Gemeinde Edewecht, die im Umkreis von 1,5 km um den Windpark herum wohnen. Die Beteiligung erfolgt durch die Zeichnung von Geschäftsanteilen an der Bürgerwindpark Heinfelde eG. Das Zeichnungskapital ist auf 4.050.000,00 EUR begrenzt. Zur weiteren Finanzierung des Vorhabens werden langfristige Darlehen der Landwirtschaftlichen Rentenbank in Anspruch genommen. Der Bürgerwindpark Heinfelde eG konnte 2018 ans Netz gehen.
Im Jahre 2021 fusionierte die Spar- und Darlehnskasse eG Friesoythe mit der Volksbank Bösel e.G. mit dem Sitz in Bösel zur Volksbank eG mit dem Sitz in Friesoythe.

## Rechtsverhältnisse
Die Volksbank eG ist im Genossenschaftsregister beim Amtsgericht Oldenburg (Oldenburg) unter GnR 150021 eingetragen.

## Organisationsstruktur
Rechtsgrundlagen sind das Genossenschaftsgesetz und die durch die Vertreterversammlung beschlossene Satzung. Organe der Bank sind der Vorstand, der Aufsichtsrat und die Vertreterversammlung.

## Sicherungseinrichtung
Die Volksbank eG ist der amtlich anerkannten Sicherungseinrichtung des Bundesverbandes der Deutschen Volksbanken und Raiffeisenbanken GmbH und der zusätzlichen freiwilligen Sicherungseinrichtung des Bundesverbandes der Deutschen Volksbanken und Raiffeisenbanken e.V. angeschlossen.

## Geschäftsausrichtung
Die Volksbank eG betreibt das Universalbankgeschäft. Sie gehört zur genossenschaftlichen FinanzGruppe und bietet somit als Allfinanzdienstleister eine breite Palette an Finanzdienstleistungen aus einer Hand an. Im Verbundgeschäft arbeitet sie mit der DZ Bank, R+V Versicherung, Bausparkasse Schwäbisch Hall, Teambank, VR Smart Finanz, Münchener Hypothekenbank, DZ Hyp und der Union Investment zusammen.

## Geschäftsgebiet
Das Geschäftsgebiet liegt im Norden des Landkreises Cloppenburg.
An diesen Orten betreibt die Bank Filialen:
- Friesoythe (Hauptstelle, jur. Sitz)
- Barßel (Geschäftsstelle)
- Altenoythe (Geschäftsstelle)
- Gehlenberg (Geschäftsstelle)
- Harkebrügge (Geschäftsstelle)
- Markhausen (Geschäftsstelle)
- Petersdorf (Geschäftsstelle)
- Bösel (Geschäftsstelle)